# Dietrich Capler von Oedheim genannt Bautz

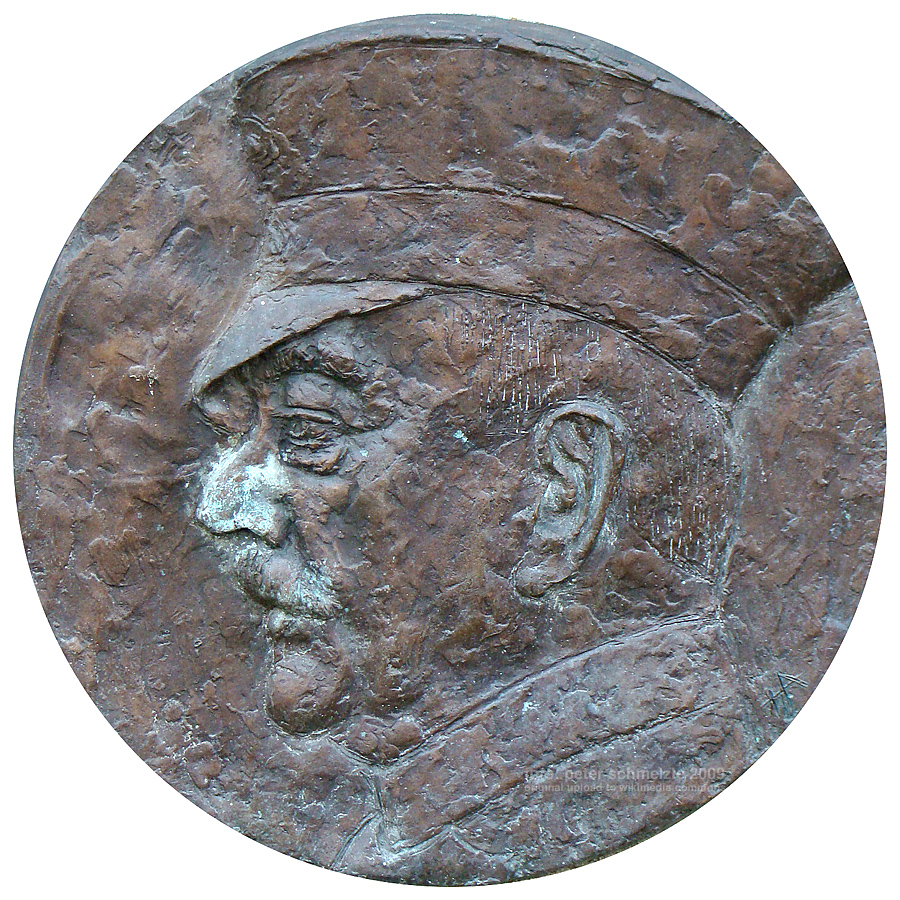
Dietrich Capler von Oedheim gen. Bautz, Porträt-Medaillon auf seinem Grabmal in Oedheim

Dietrich Fritz Hermann Freiherr Capler von Oedheim genannt Bautz (* 5. August 1876 in Kochendorf; † 8. Dezember 1967 in Stuttgart) war der letzte Vertreter des Adelsgeschlechts der Capler von Oedheim und wurde 1961 Ehrenbürger von Oedheim.

## Leben
Dietrich war der jüngere Sohn des Freiherrn Heinrich Capler von Oedheim genannt Bautz (1835–1914) und der Camilla Freiin von Breuning (1837–1917). Wie sein älterer Bruder Hans Wolfgang (1870–1917), der noch aus der ersten Ehe des Vaters mit Martha Freiin von Breuning (1846–1874) stammte, trat auch Dietrich nach dem Abitur 1894 in das Ulanen-Regiment „König Wilhelm I.“ (2. Württembergisches) Nr. 20 der Württembergischen Armee ein. 1896 war er Leutnant, später Regimentsadjutant und 1908 als Rittmeister Ordonnanzoffizier bei König Wilhelm II.
Im Ersten Weltkrieg war Capler 1915 im Verband der 26. Division bei der Heeresgruppe „Mackensen“ in Serbien, 1916 kämpfte er mit der 26. (Württembergische) Reserve-Division an der Somme gegen die Briten. Am 18. Juli 1917 wurde er zum Major befördert und kam mit der 7. Landwehr-Division bei der Heeresgruppe Linsingen nach Russland an den Stochod, wo er gegen Ende des Jahres Adjutant des Generalkommandos des Korps „Knoerzer“ wurde, mit dem er 1918 in der Ukraine kämpfte. Das Kriegsende erlebte er in Odessa, wo von aus er mit einem Lazarettschiff 1919 nach Genua und von dort zurück in die Heimat gelangte, wo er das Familienerbe antrat, da Vater, Mutter und Bruder in den Jahren 1914 bis 1917 verstorben waren.

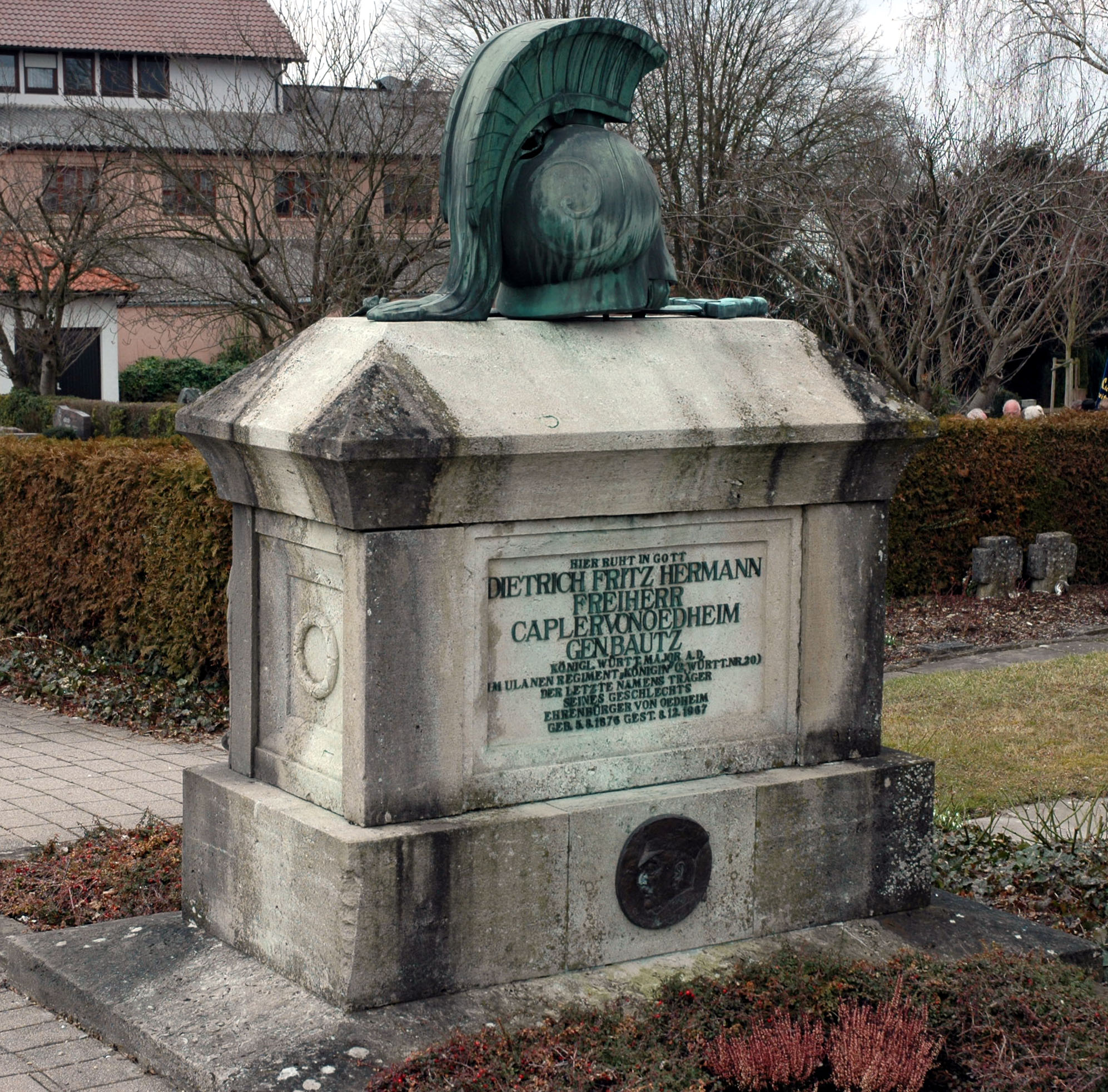
Grabmal von Dietrich Fritz Hermann Freiherr Capler von Oedheim genannt Bautz in Oedheim

Nach 25 Jahren Dienstzeit nahm er Abschied von der Württembergischen Armee. Sein Besitz umfasste neben diversen Ländereien den Familienstammsitz Schloss Oedheim, wo er seinen Wohnsitz nahm, Willenbach und Schloss Lehen in Kochendorf, das der Vater 1886 erworben hatte. Nachdem er jedoch 1928 eine Bürgschaft für den wenig später in Konkurs geratenen Heilbronner Kaufmann Hagenbucher übernommen hatte, war er gezwungen, seinen Kochendorfer Besitz zu veräußern.
Als Privatier konnte sich Dietrich Capler ganz seinen zahlreichen Neigungen widmen. Dazu gehörte die Jagdleidenschaft, die er von früher Jugend bis an sein Lebensende behielt. Als Kavallerieoffizier hatte er auch sein Interesse am Reitsport nie verloren. Regelmäßig besuchte er die Pferderennen im Hippodrom in Iffezheim. Außerdem betätigte er sich als Lyriker. Seine Werke sind in einem Gedichtband zusammengefasst. Zur Gemeinde Oedheim und dem örtlichen Vereinsleben hielt er engen Kontakt und trat als deren Gönner und Förderer in Erscheinung.
1961 wurde er im Zuge der Feierlichkeiten zu seinem 85. Geburtstag zum Ehrenbürger von Oedheim ernannt. 1967 verstarb er kinderlos und war somit der letzte Vertreter des alten Reichsrittergeschlechts Capler von Oedheim. Er wurde am 14. Dezember 1967 unter großer Anteilnahme der Gemeinde Oedheim, des Gemeinderats, der Bürger und der zahlreichen Vertreter der Vereine neben seinem Bruder bestattet. Das von Albert Volk für den Bruder geschaffene Capler-Grabmal wurde um seinen Namen und ein Reliefporträt erweitert.